# Athens (villa)
Athens es una villa ubicada en el condado de Greene en el estado estadounidense de Nueva York. En el año 2000 tenía una población de 1695 habitantes y una densidad poblacional de 194 personas por km².

## Geografía
Athens se encuentra ubicada en las coordenadas 42°16′2″N 73°48′45″O / 42.26722, -73.81250.

## Demografía
Según la Oficina del Censo en 2000 los ingresos medios por hogar en la localidad eran de $36 927, y los ingresos medios por familia eran $43 636. Los hombres tenían unos ingresos medios de $34 125 frente a los $22 400 para las mujeres. La renta per cápita para la localidad era de $21 282. Alrededor del 10.8% de la población estaban por debajo del umbral de pobreza.